# ORP Orkan (1990)
Pour les autres navires du même nom, voir ORP Orkan.
L'ORP Orkan est un navire d'attaque rapide de classe Orkan. Ses navires jumeaux sont les ORP Grom et ORP Piorun.
Le projet original a été préparé par la République démocratique allemande pour sa marine et a été nommé Projet 660 (classe Sassnitz en code OTAN). Après la réunification de l'Allemagne, les coques inachevées ont été achetées par la marine polonaise au chantier naval Peene-Werft à Wolgast et achevées avec succès aux Chantiers navals de Gdańsk.
Après son achèvement en 1992, le navire a été incorporé dans la 31e escadrille de navires lance-missiles, 3e Flottille.